# Plectranthus koualensis
Plectranthus koualensis là một loài thực vật có hoa trong họ Hoa môi. Loài này được (A.Chev. ex Hutch. & Dalziel) B.J.Pollard & A.J.Paton mô tả khoa học đầu tiên năm 2006.